# Sengoku Basara 2
Sengoku Basara 2 (戦国BASARA2) là phần tiếp theo của trò chơi điện tử Sengoku Basara (mà bản tiếng Anh gọi là Devil Kings) thuộc thể loại chặt chém, hành động phiêu lưu lấy bối cảnh thời kỳ Chiến Quốc ở Nhật Bản do Capcom đồng phát triển và phát hành tại Nhật vào ngày 27 tháng 7 năm 2006 cho hệ máy PlayStation 2. Một phiên bản với các tính năng bổ sung tên Sengoku Basara 2 Heroes được phát hành vào ngày 29 tháng 11 năm 2007. Phiên bản này về sau được chuyển sang Nintendo Wii.

## Cách chơi
Ngoài các kiểu chơi quen thuộc như thống nhất bản đồ nước Nhật (tương tự như kiểu chơi chinh phục trên bản đồ ở phần đầu tiên, nhưng bây giờ là với hộp kho báu có chứa vũ khí và các vật phẩm) và kiểu chơi tự do (mà người chơi có thể tha hồ chọn bất kỳ nhân vật nào và trận đánh nào) cùng phần chơi theo cốt truyện và đấu trường. Sengoku Basara 2 Heroes còn bổ sung thêm kiểu chơi song đấu và phần chơi giải đấu. Mỗi nhân vật đều có phần truyện của riêng mình. Những nhân vật chơi được xếp hạng (chỉ trong top mười được liệt kê tại một thời điểm). Ngoài ra còn có một trang xếp hạng được xác định bằng tổng số điểm XP đã đạt được và số lượng các màn chơi hoàn tất cho phần chơi đấu trường.
Ngoài việc gặp lại các nhân vật quen thuộc như tướng quân Oda Nobunaga, cặp bài trùng độc nhãn tướng quân Date Masamune và tráng sĩ Sanada Yukimura, Ninja Sarutobi Sasuke, người chơi còn có dịp diện kiến dàn nhân vật mới như kiếm sĩ Miyamoto Musashi, chiến binh Keiji Maeda... Từ các nhân vật sẵn có trên, người chơi có thể mở khóa thêm các nhân vật mới bằng việc tham gia các trận đánh trong phần chơi nhiệm vụ. Sengoku Basara 2 Heroes còn thêm một nhân vật mới là Matsunaga Hisahide trong phần chơi thống nhất. Trên chiến trường dầu sôi lửa bỏng này người chơi không không hề đơn độc mà có các đoàn quân hỗ trợ luôn theo sát bên, rồi có dịp giáp chiến các cánh quân địch luôn áp đảo về số lượng mai phục trên đường đi. Người chơi có thể sử dụng tuyệt kỹ riêng của từng nhân vật sau khi thanh năng lượng Basara được làm đầy lên mức tối đa.
Mỗi nhân vật Sengoku Basara 2 có từ 5-6 tuyệt chiêu khác nhau để tùy chọn, mỗi đòn đánh có ưu khuyết khác nhau tùy thuộc tình huống sử dụng (các tuyệt chiêu sẽ unlock tùy vào cấp độ của nhân vật). Người chơi tự do lựa chọn hai trong số các chiêu thức trên trước mỗi trận chiến. Ngoài ra, vay mượn thêm yếu tố của thể loại nhập vai mà người chơi có thể trang bị thêm các đồ dùng như giáp, vũ khí... cho nhân vật từ các chiến lợi phẩm thu được trên chiến trường. Ngoài ra, với tiền thưởng tích lũy được người chơi có thể cải thiện thanh sức khỏe, năng lượng qua các shop mua đồ sau mỗi cảnh chơi.
Một điểm đáng phàn nàn đã tồn tại từ phiên bản đầu của trò chơi chính là chất lượng quá khiêm tốn của các đối thủ máy. Chúng dường như chỉ là những tượng đá biết di động để người chơi mặc sức phô diễn các kỹ năng đẹp mắt của nhân vật. Thậm chí ngay cả những tướng trùm cũng không là ngoại lệ khi dễ dàng thất thủ trước uy lực của các đòn liên hoàn Basara. Bên cạnh đó chế độ chơi hai người lại tiếp tục vắng bóng trong phiên bản mới này. 

## Âm nhạc
Bài hát mở đầu của Sengoku Basara 2 là "DIVE into YOURSELF" của nhóm HIGH and MIGHTY COLOR, trong khi bài hát kết thúc là "Brave" của Van Tomiko. Bài hát mở đầu và kết thúc Sengoku Basara 2 Heroes là "BLADE CHORD" của nhóm abingdon boys school và "DIVE into YOURSELF" của nhóm HIGH and MIGHTY COLOR trong phiên bản Wii. Bài hát kết thúc của Oichi trong câu chuyện của cô là "Nemure Hi no Hana" của Mamiko Noto. Trong game người bấm chọn và màn hình giao diện có thêm tính năng khúc guitar ngắn được sử dụng trong màn đầu tiên của game Die Hard With a Vengeance trong bản gộp Die Hard Trilogy (có thể là cả hai lấy từ một bài hát hiện có).